# Jan Karski
Jan Karski (szül. Jan Romuald Kozielewski, Łódź, 1914. június 24. – Washington, 2000. július 13.) lengyel diplomata, második világháborús ellenálló, később a Georgetown Egyetem professzora.
1942-ben és 1943-ban beszámolt a lengyel emigráns kormánynak és a nyugati szövetséges hatalmaknak a Harmadik Birodalom által megszállt Lengyelországban tapasztalt helyzetről, különösen a varsói gettó felszámolásáról és a titkos megsemmisítő táborokról. Ő volt az első, aki elvitte nyugatra a holokauszt borzalmainak hírét, de hiába volt hiteles szemtanú, a szövetségesek vezetői nem hitték el, hogy mindaz, amiről hírt adott, megtörténhetett. Erőfeszítéseiért a hívő katolikus Karski megkapta a Világ Igaza kitüntetést.

## Élete

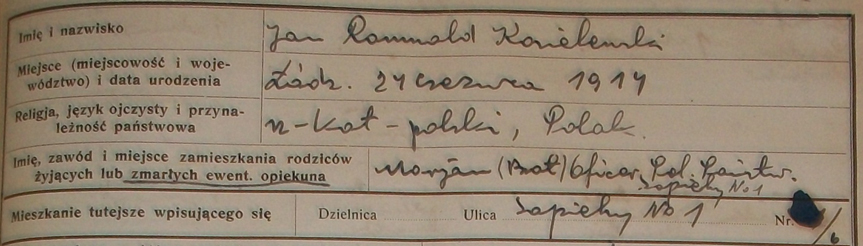
Kézírással kitöltött dokumentum Jan Romuald Kozielewski nevével és születési dátumával

Jan Romuald Kozielewski néven született Łódźban, Walentina és Stefan Kozielewski gyermekeként. A város ekkor Lengyelország felosztása nyomán az Orosz Birodalomhoz tartozott, azon belül az autonómiájától fokozatosan megfosztott Lengyel Királyság része volt. Katolikus családban nőtt fel Varsó egyik többségében zsidók lakta kerületében; hat fivére és egy nővére volt. Bőripari munkásként dolgozó apja Jan hatéves korában elhunyt, innentől fogva legidősebb bátyja, Marian is részt vett a nevelésében.
1935-ben fejezte be jogi és diplomáciai tanulmányait a Lembergi Egyetemen. 1936-ban fejezte be a rangos kadétiskolát Włodzimierz Wołyńskiben, és rendelték az 5. lovas tüzér ezredhez. Diplomáciai képzése részeként Lengyelország több külképviseletén – Romániában, Németországban, Svájcban, az Egyesült Királyságban – szolgált, majd megkezdte köztisztviselői pályafutását a lengyel külügyminisztériumban. Ezt törte derékba az 1939. augusztus 23-án kapott titkos behívóparancs és a háború.

### A második világháborúban
Amikor 1939-ben Németország és a Szovjetunió megtámadta Lengyelországot, Kozielewski szovjet hadifogságba esett, és nem sokkal kerülte el a katyńi vérengzést; életét annak köszönhette, hogy tiszti egyenruháját közlegényire cserélve részt vehetett a német–szovjet fogolycserében. Egy mozgó vonatból kiugorva sikerült megszöknie a fogságból, és csatlakozott a Honi Hadsereghez (Armia Krajowa), a megszállt Európa legnagyobb és legjelentősebb földalatti ellenállási mozgalmához. Kivételes emlékezőtehetsége és nyelvtudása tette alkalmassá arra, hogy futárként szolgáljon a lengyel ellenállás és a Franciaországban, majd annak megszállása után Londonban székelő lengyel emigráns kormány között. Harmadik küldetése során, amikor gyalogszerrel kelt át a Tátra hegyein, a Gestapo Demétén elfogta és kínzásoknak vetette alá; miután öngyilkosságot kísérelt meg, hogy a kínzások hatására se árulhassa el a birtokában lévő információkat, az ellenállók az újszandeci börtönkórházból szöktették ki.

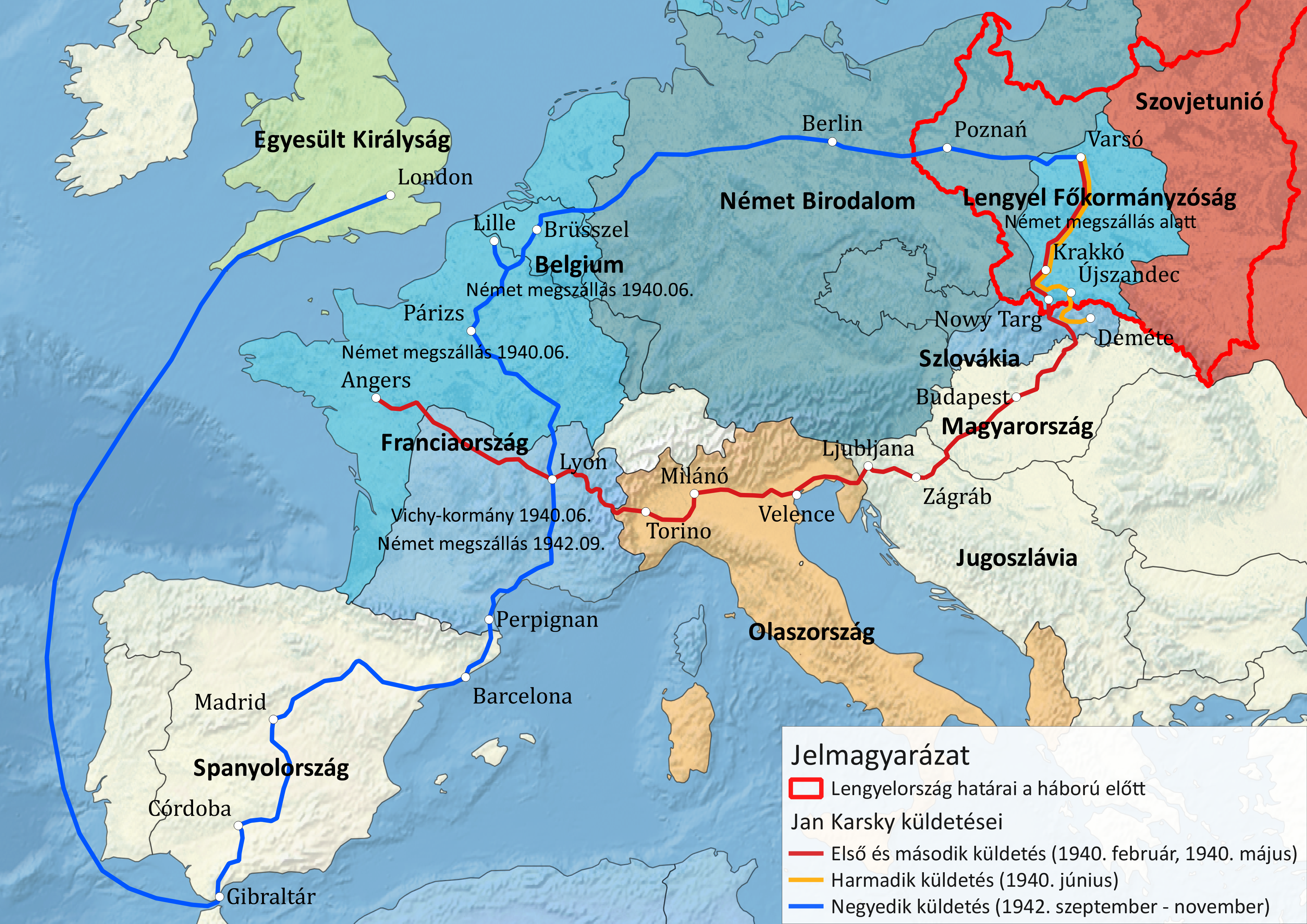
Jan Karski küldetései

1942 októberében, negyedik küldetésén azt a megbízást kapta, hogy titokban menjen nyugatra, és tegyen jelentést az emigráns kormánynak a megszállt Lengyelországban tapasztalható helyzetről. A jelentés egyik fejezetének a lengyelországi zsidóság helyzetéről kellett szólnia. Mivel az emigráns kormány aggódott a lengyel ellenállás pártjainak belpolitikai viszonyai miatt, Jan Karski (aki ettől kezdve ezt az álnevet használta) találkozott a különböző frakciók, köztük zsidó csoportok képviselőivel is. Nem sokkal elutazása előtt két zsidó vezető beszámolt neki a lengyel zsidóság reménytelen helyzetéről, ami alapján úgy döntött, hogy jelentését saját tapasztalataira alapozza. Ennek érdekében egy alagúton keresztül kétszer is becsempészték a varsói gettóba, illetve egy ukrán őr egyenruhájában a Lublin közelében működő izbicai átmenőtáborba (melyet ő tévesen a bełżeci koncentrációs táborral azonosított). Az itt tapasztalt szörnyűségek hatására döntött úgy, hogy nem csupán a lengyel ellenállási mozgalom futára lesz, de hangot ad a zsidóság szenvedéseinek is. Más tanúk jelentéseit is összegyűjtötte, és egy borotva nyelében mikrofilmen vitte magával.
Karski – több hamis identitást és különböző közlekedési módokat használva, Brüsszelen, Párizson, Barcelonán, Madridon és Gibraltáron át vezető út után – 1942 novemberében elérte Londont. Jelentését írásba foglalta és átadta Władysław Sikorski tábornoknak, az emigráns kormány miniszterelnökének; erre alapozva Edward Raczyński külügyminiszter az egyik első és legrészletesebb tájékoztatást adta a szövetségeseknek a holokausztról The mass extermination of Jews in German occupied Poland („A zsidók tömeges megsemmisítése a német megszállás alatt álló Lengyelországban”) című jegyzékében.
Ezt követően Karski találkozott Robert Anthony Eden külügyminiszterrel és más politikusokkal, újságírókkal és közéleti személyiségekkel (köztük Arthur Koestler íróval), valamint helyi zsidó szervezetekkel is. Ezután továbbutazott az Egyesült Államokba, ahol 1943. július 28-án egy órára találkozott Franklin D. Roosevelt elnökkel az Ovális Irodában, majd más fontos közéleti személyiségekkel, és megpróbálta felhívni a közvélemény figyelmét a zsidók elleni tömeggyilkosságra – sikertelenül. Tárgyalópartnereinek többsége nem hitte el a jelentésében foglaltakat, vagy nem vett tudomást róluk. A szövetségesek háborús stratégiája sem vette figyelembe a jelentést: logisztikailag nem tudták ekkor elérni Lengyelországot, féltek túl sok frontot nyitni, és még a nácikról sem feltételeztek ilyen embertelenséget, ezért a holokauszt kérdését mellőzték. 1944-ben jelent meg Karski Story of a Secret State című könyve a lengyel ellenállásról, benne egy hosszú fejezettel a holokausztról. A könyv rövid idő alatt 400 000 példányban kelt el, és több nyelvre lefordították.

### A háború után az Egyesült Államokban
A háború után Karski az Amerikai Egyesült Államokban maradt, mivel a szovjet befolyás alá került Lengyelországban a földalatti ellenállás életben maradt tagjait reakciósnak bélyegezték. 1954-ben amerikai állampolgárságot kapott. 1952-ben PhD fokozatot szerzett a washingtoni Georgetown Egyetemen, ahol később a politológia professzorává nevezték ki. Nemzetközi kapcsolatokat és a kommunizmus elméletét oktatta; diákjai között volt a későbbi elnök, Bill Clinton is. 1965-ben feleségül vette Pola Nireńska lengyel zsidó származású táncos-koreográfust; gyermekük nem született.
Elkötelezett volt a holokauszt áldozatai emlékének megőrzése iránt. 1981-ben a koncentrációs táborokat felszabadító amerikai katonatisztek előtt elmondott beszédében – melyre Elie Wiesel kérte fel – úgy értékelte, hogy háborús küldetését nem tudta teljesíteni. A szabad világ tétlenségét a „második eredeti bűnnek” nevezte. 1985-ben Claude Lanzmann francia rendező Shoah című dokumentumfilmje többek között az ő visszaemlékezésére épült. Jan Karski 2000-ben hunyt el Washingtonban.

## Művei
- Polish Death Camp (angol nyelven). Collier's, 18–19, 60–61. o. (1944. október 14.)
- Jan Karski. Courier from Poland: The Story of a Secret State (angol nyelven). Boston: Houghton Mifflin (1944) / lengyel kiadás: Tajne państwo: opowieść o polskim Podziemiu, Varsó (1999)
- Jan Karski. The Great Powers and Poland: From Versailles to Yalta (angol nyelven). Rowman & Littlefield [The Great Powers and Poland, 1919–1945. Lanham, MD: University Press of America 1985] (2014). ISBN 978-1-4422-2665-4 / lengyel kiadás: Wielkie mocarstwa wobec Polski: 1919-1945 od Wersalu do Jałty, Varsó: Państwowy Instytut Wydawniczy. ISBN 83-06-02162-2 (1992)[8]
- Jan Karski. Tajna dyplomacja Churchilla i Roosevelta w sprawie Polski: 1940-1945
- Jan Karski. Polska powinna stać się pomostem między narodami Europy Zachodniej i jej wschodnimi sąsiadami (lengyel nyelven). Łódź: Wydawn. Uniwersytetu Łódzkiego (1997). ISBN 978-83-71-71015-5
- Jan Karski. Story of a Secret State. Simon Publications (2001). ISBN 1-931541-39-6[11]

## Elismertsége, emléke

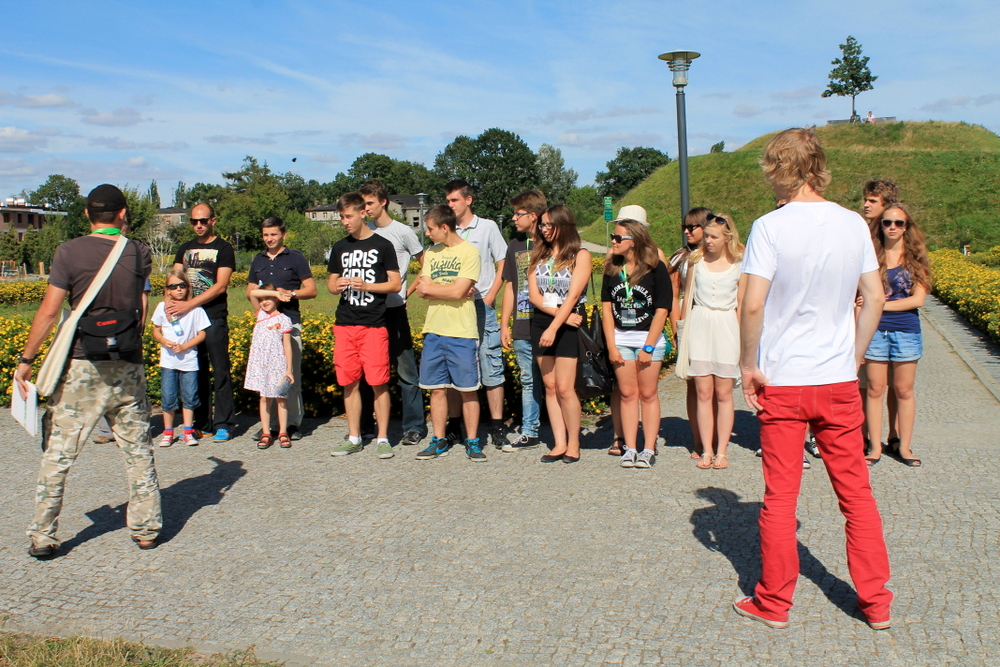
„Mission Karski” emlékjáték (Łódź, 2013)

1982. június 2-án a jeruzsálemi Jad Vasem intézet a Világ Igaza kitüntetést adományozta neki. 1994-ben megkapta Izrael Állam díszpolgárságát.
A legfontosabb lengyel állami elismerést, a Fehér Sas-rendet Lech Wałęsa köztársasági elnök adta át Jan Karskinak 1995-ben. 2012-ben Barack Obama posztumusz az Egyesült Államok legmagasabb polgári kitüntetését, az Elnöki Szabadságérmet adományozta neki.
A Rágalmazásellenes Liga (Anti-Defamation League, ADL) által 1987-ben alapított Courage to Care Award-ot 2012-ben Karski tiszteletére Jan Karski Courage to Care Award-ra nevezték át; ebben az évben a díjat posztumusz Esterházy János felvidéki magyar politikusnak ítélték oda.
Nyolc lengyel és külföldi egyetem avatta díszdoktorrá. Utcákat, utakat neveztek el róla New Yorkban, Łódźban és Varsóban. A világ több városában – többek között Washingtonban, New Yorkban, Tel-Avivban, Łódźban, Kielcében és Varsóban – emlékét padok őrzik.
A varsói Lengyel Történeti Múzeum 2010–2014 között négyéves programsorozattal emlékezett meg Karskiról, melynek keretében 2014-ben több más város mellett Budapesten is emlékkiállítást rendeztek. A lengyel parlament 2014-et, születésének századik évfordulóját Karski-emlékévvé nyilvánította. A századik évforduló alkalmából az Egyesült Államokban is megemlékezés-sorozat indult Jan Karski U.S. Centennial Campaign néven, melynek alapjain 2012 végén létrejött a Jan Karski Oktatási Alapítvány (Jan Karski Educational Foundation) Karski örökségének megőrzésére és a fiatalokkal való megismertetésére. Ugyancsak az évfordulóhoz kapcsolódóan magyar nyelven is megjelent Andrzej Żbikowski A hírnök. Karski, a világ igaza című monográfiája, melynek bemutatóján emlékfát ültettek a Holokauszt Emlékközpont udvarán.

## Fordítás
- Ez a szócikk részben vagy egészben a Jan Karski című angol Wikipédia-szócikk ezen változatának fordításán alapul.  Az eredeti cikk szerkesztőit annak laptörténete sorolja fel. Ez a jelzés csupán a megfogalmazás eredetét és a szerzői jogokat jelzi, nem szolgál a cikkben szereplő információk forrásmegjelöléseként.